# Qualcosa è cambiato - Qualcosa cambierà Vol. 2
Qualcosa è cambiato - Qualcosa cambierà Vol. 2 è il secondo album in studio del rapper italiano Ghemon, pubblicato il 25 gennaio 2012 dalla Macro Beats.

## Descrizione
Il titolo è una palese allusione al primo mixtape Qualcosa cambierà Mixtape, nonché uno strumento per enunciare l'avvenimento di una svolta. Al tempo stesso il titolo vuole omaggiare il film omonimo, sulla cui locandina il curatore del progetto grafico dell'album Mecna si è basato per realizzare la copertina. Infatti, su quest'ultima viene mostrato il volto sorridente di Ghemon con indosso un paio di occhiali da sole, allo stesso modo nel quale è raffigurato Jack Nicholson (protagonista del film) sulla locandina ufficiale del film. Il mixtape racchiude molteplici riferimenti al cinema: il brano Uomo d'acqua dolce è un'allusione al film omonimo del 1996, mentre Confessioni di una mente meticolosa omaggia il film Confessioni di una mente pericolosa del 2002. Anche l'ottavo brano del mixtape,  Nessuno è perfetto, è un rimando al film omonimo del 1981.
Qualcosa è cambiato contiene 16 tracce, di cui sei sono state divulgate attraverso il canale YouTube di Ghemon e rimosse dallo stesso rapper pochi giorni dopo la loro condivisione, ovvero: Quando tutto cade, Confessioni di una mente meticolosa, La verità (Non abita più qua), Uomo d'acqua dolce, Paraphernalia e Nessuno è perfetto.
Il primo brano ufficialmente pubblicato è stato Fantasmi pt. 2, il cui videoclip è stato pubblicato il 4 gennaio 2012. Altri brano del disco pubblicati ufficialmente sono Un giorno in più dell'eternità, pubblicato il 17 maggio 2012, e La verità (Non abita più qua), pubblicato il 27 giugno 2012.
Qualcosa è cambiato presenta anche due tracce che costituiscono le seconde parti di due brani già pubblicati precedentemente: PTS Pt. 2 (la cui prima parte è contenuta nell'EP Embrionale) e Fantasmi Pt. 2, seconda parte di un brano pubblicato da Ghemon nel 2009 come inedito del collettivo Blue Nox e presente come bonus track digitale sull'iTunes Store.

## Stile musicale
Le sonorità del disco sono influenzate dalla musica afroamericana, e richiamano la produzione di artisti come Franco Battiato, Mayer Hawthorne e Dente.

## Tracce
1. PTS pt. 2 – 4:16 (Picariello – Catoni, Pistella)
2. Uomo d'acqua dolce feat. DJ Tsura – 3:06 (Picariello – Orza)
3. Mai voltarsi/Idee chiare – 4:20 (Picariello – Hilpold)
4. Paraphernalia feat. DJ Shocca – 2:35 (Picariello – Bernacchi)
5. Qualcosa per te feat. Katerfrancers – 3:48 (Picariello – Hilpold)
6. La verità (non abita più qua) – 4:23 (Picariello – Orza)
7. Dico bene feat. Mastino, Mistaman, Clementino – 3:22 (Picariello, Gorni, Gomiero, Maccaro – Hilpold)
8. Nessuno è perfetto – 3:40 (Picariello – Hilpold)
9. Un giorno in più dell'eternità feat. Killacat – 4:14 (Picariello, Morelli – Podini)
10. Piano di lavoro feat. An-Na – 4:12 (Picariello, Nardinocchi – Hilpold)
11. Quando tutto cade – 3:18 (Picariello – Hilpold)
12. Confessioni di una mente meticolosa – 3:23 (Picariello – Gruber)
13. Parte di me feat. Mecna – 3:28 (Picariello, Grilli – Hilpold)
14. Fantasmi pt. 2 – 3:31 (Picariello – Zonta)

Traccia bonus nell'edizione di iTunes
1. La luce – 3:24 (testo: Picariello – musica: Clefco)
2. Fantasmi pt. 1 – 3:22 (testo: Picariello – musica: Zonta)